# Valentino Di Cerbo

Bischofswappen von Valentino Di Cerbo

Valentino Di Cerbo (* 16. September 1943 in Frasso Telesino, Provinz Benevent, Italien) ist ein italienischer römisch-katholischer Geistlicher und emeritierter Bischof von Alife-Caiazzo.

## Leben
Valentino Di Cerbo empfing am 30. März 1968 durch den Bischof von Sant’Agata de’ Goti, Ilario Roatta, das Sakrament der Priesterweihe.
Am 6. März 2010 ernannte ihn Papst Benedikt XVI. zum Bischof von Alife-Caiazzo. Kardinalstaatssekretär Tarcisio Kardinal Bertone SDB spendete ihm am 1. Mai desselben Jahres die Bischofsweihe; Mitkonsekratoren waren der Weihbischof in Rom, Luigi Moretti, und der Bischof von Cerreto Sannita-Telese-Sant’Agata de’ Goti, Michele De Rosa. Die Amtseinführung erfolgte am 8. Mai 2010.
Papst Franziskus nahm am 30. April 2019 seinen altersbedingten Rücktritt an.